# Aleksander Doba
Aleksander Ludwik Doba (ur. 9 września 1946 w Swarzędzu, zm. 22 lutego 2021 na Kilimandżaro w Tanzanii) – polski inżynier, podróżnik i kajakarz.
W plebiscycie „National Geographic” zdobył tytuł „Podróżnika Roku 2015”. Jako pierwszy człowiek w historii samotnie przepłynął kajakiem Ocean Atlantycki z kontynentu na kontynent (z Afryki do Ameryki Południowej), wyłącznie dzięki sile mięśni. Opłynął kajakiem Morze Bałtyckie i Bajkał. Również jako pierwszy przepłynął wzdłuż polskiej morskiej granicy z Polic do Elbląga oraz Polskę po przekątnej z Przemyśla do Świnoujścia. Dwukrotny złoty, srebrny i brązowy medalista Otwartych Akademickich Mistrzostw Polski w kajakarstwie górskim. 24 lutego 2015 został honorowym obywatelem Swarzędza.

## Życiorys
Syn Wincentego i Eugenii. Dzieciństwo spędził w Swarzędzu. Ukończył Politechnikę Poznańską z tytułem inżyniera mechanika. Od lat 70. XX wieku mieszkał w Policach, gdzie pracował w Zakładach Chemicznych Police. Miał żonę Gabrielę, dwóch synów oraz wnuczki.
Zmarł 22 lutego 2021 tracąc przytomność tuż po zdobyciu szczytu Uhuru na wulkanie Kibo na Kilimandżaro. Według różnych wersji śmierć nastąpiła wskutek obrzęku płuc wywołanego chorobą wysokościową lub z przyczyn naturalnych. 10 marca 2021 po mszy w kościele św. Kazimierza Królewicza został pochowany na cmentarzu komunalnym przy ul. Tanowskiej w Policach. Był ateistą.

## Osiągnięcia

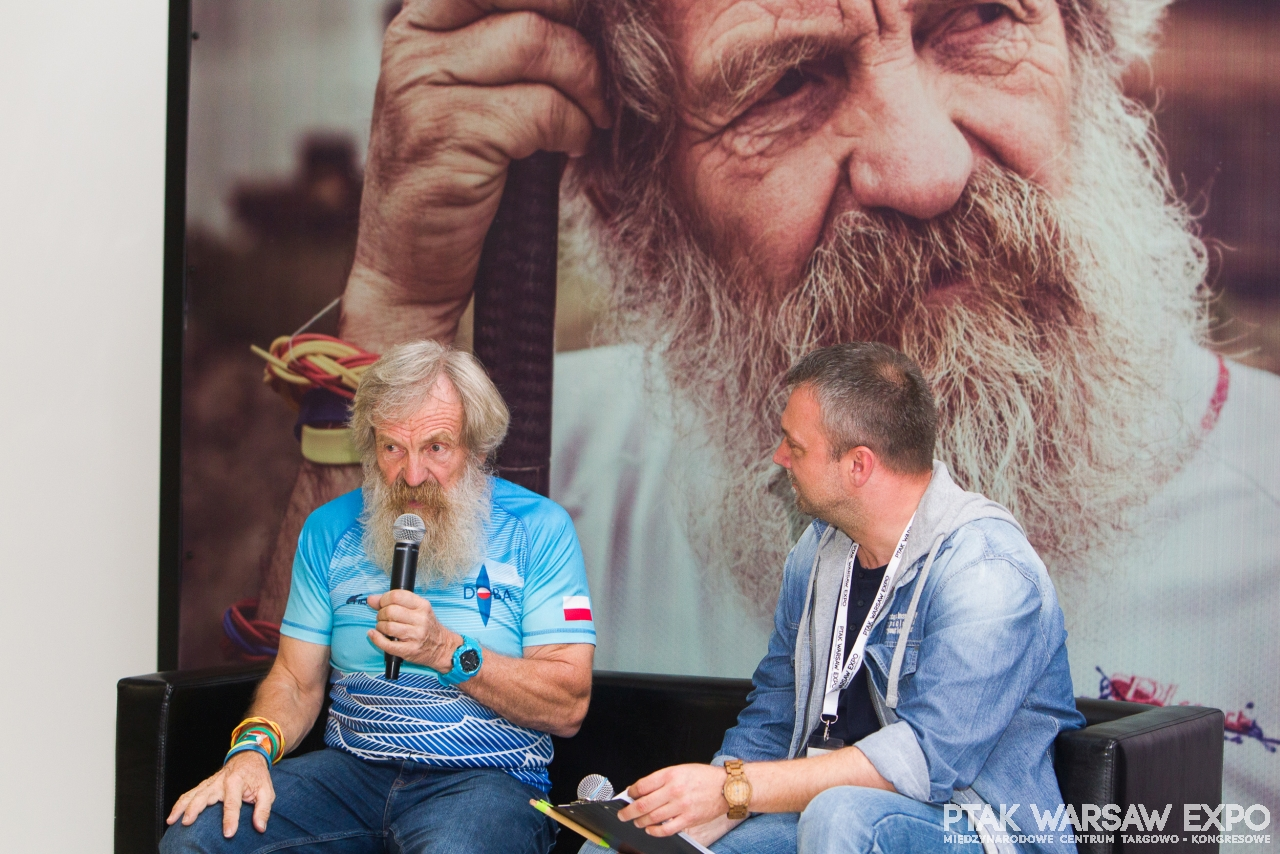
Aleksander Doba podczas World Travel Show 2016

- Latał na szybowcach różnych typów, miał wylatane 250 godzin. Uzyskał drugą klasę wyszkolenia szybowcowego zdobywając srebrną odznakę szybowcową z jednym diamentem.
- Uzyskał trzecią klasę skoczka spadochronowego po wykonaniu 14 skoków.
- Zdobył złotą odznakę turystyki kolarskiej.
- Uzyskał patent sternika jachtowego z rozszerzonymi uprawnieniami (na rejsy morskie).
- Zdobył wszelkie odznaki kajakowe wszystkich stopni krajowych organizacji oraz najwyższe międzynarodowe organizacji ICF (złota ICF – jedna z kilku w Polsce). Przodownik Turystyki Kajakowej PTTK I stopnia, Instruktor Turystyki Kajakowej PZKaj Stopnia Związkowego, Instruktor Rekreacji Ruchowej o specjalności Kajakarstwo.
- Zdobył tytuł Akademickiego Mistrza Polski w Kajakarstwie Górskim w 2003 roku. Obronił ten tytuł w 2004 roku.
- Zdobył tytuł Drużynowego Akademickiego Mistrza Polski w Kajakarstwie Górskim w 2003 roku wraz z dwoma synami Czesławem (2. miejsce) oraz Bartłomiejem (4. miejsce)[14].
- Zdobył szczyt Uhuru Peak na wulkanie Kibo na Kilimandżaro (5895 m n.p.m.), a także szczyt Gerlach w Tatrach (2655 m n.p.m.)[15].

## Wyczyny kajakowe

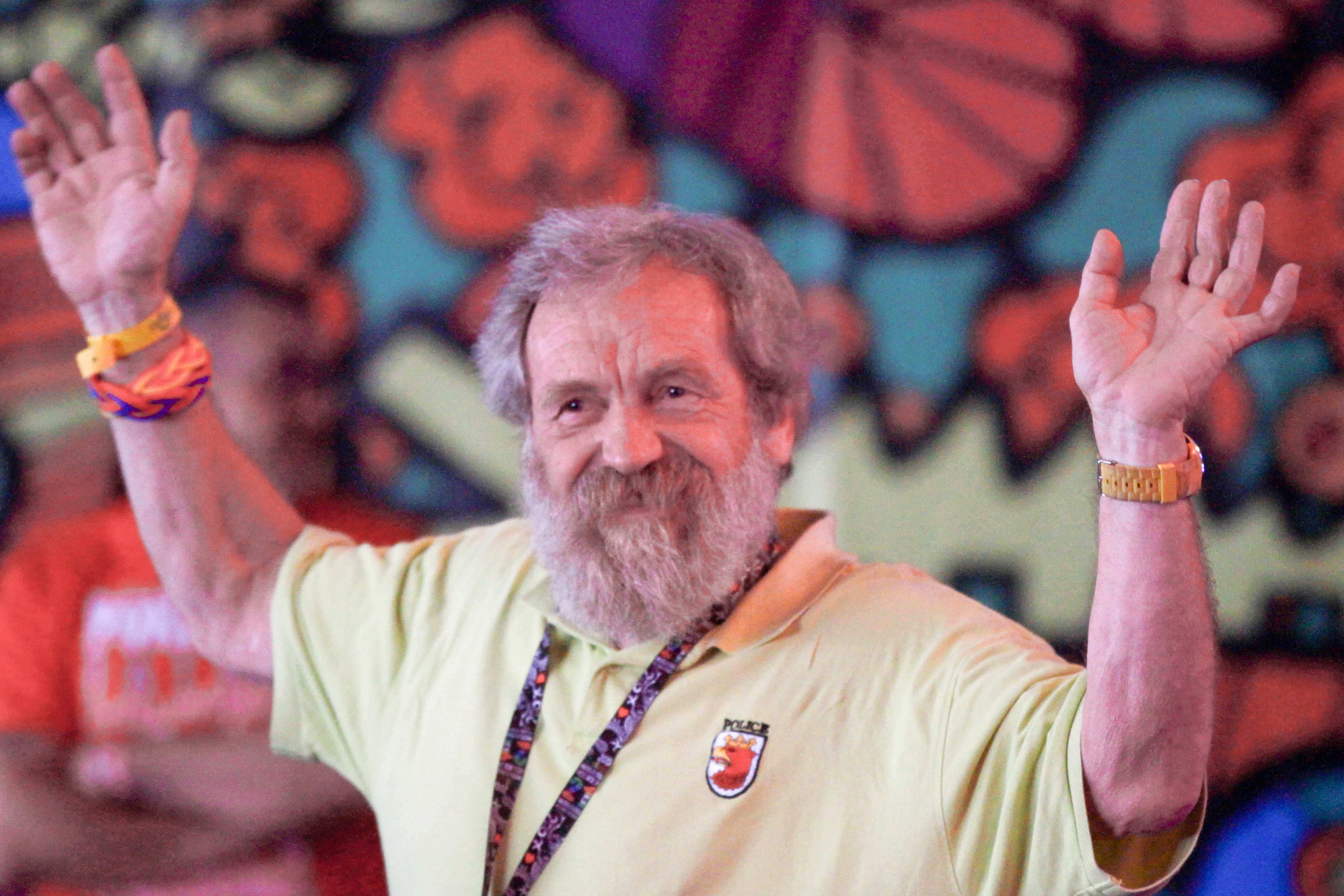
Aleksander Doba na Przystanku Woodstock 2015

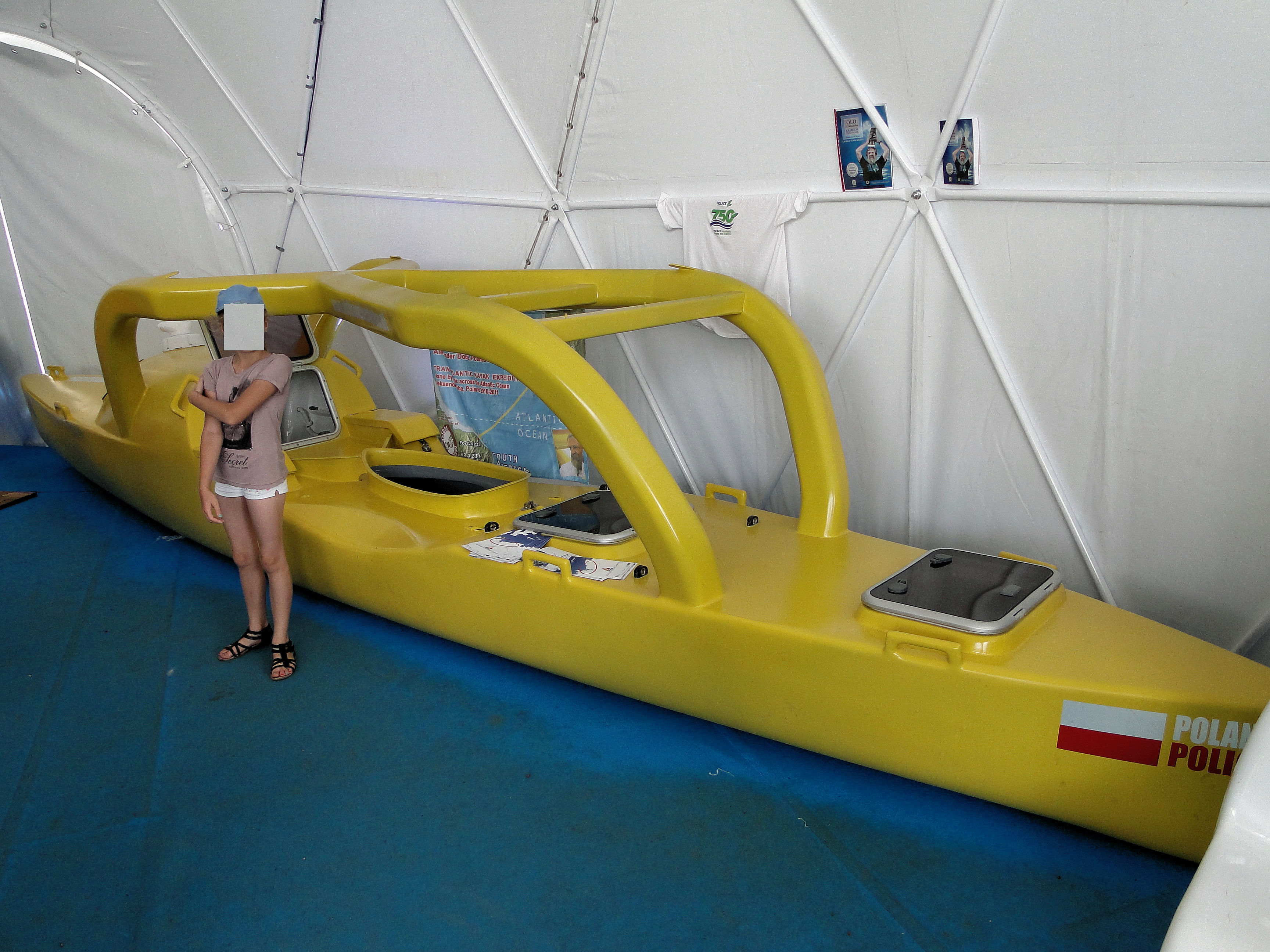
Kajak „Olo”, na którym Aleksander Doba przepłynął Atlantyk

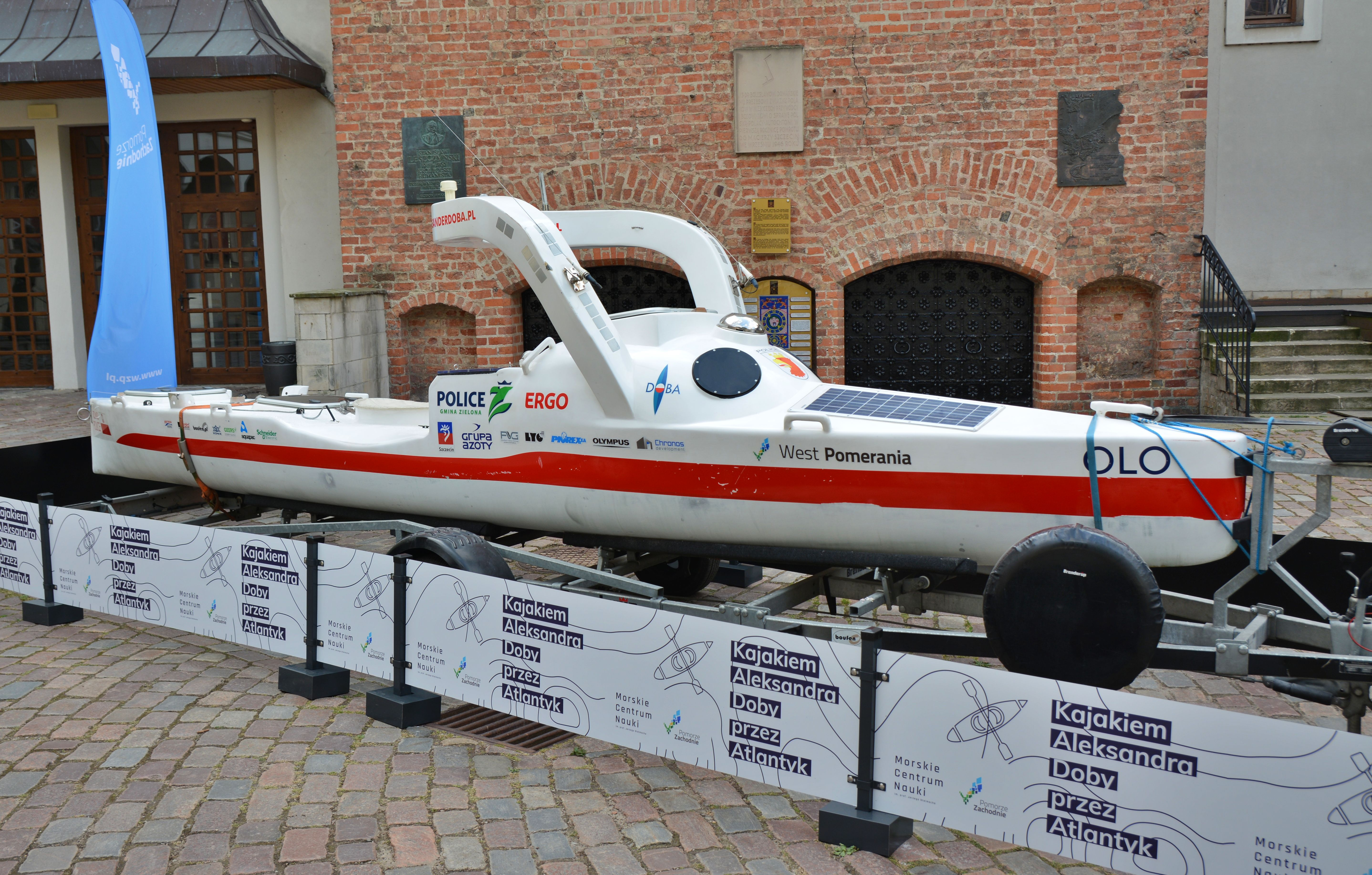
Druga wersja kajaku „Olo”

Turystykę kajakową zaczął uprawiać od 1980 roku, mieszkając w Policach, w Klubie Kajakowym „Alchemik” Police oraz Akademickim Klubie Turystyki Kajakowej „Pluskon” w Szczecinie.
- W roku 1989 w ciągu 13 dni przepłynął Polskę po przekątnej z Przemyśla do Świnoujścia, 1–13 kwietnia, 1189 km.
- W 1989 roku wyśrubował rekord Polski na 5125 km przepłyniętych kajakiem w jednym roku, mając do dyspozycji normalny urlop – 26 dni roboczych. Z tej liczby tylko 125 km przepłynął po raz wtóry w życiu. 5000 km to trasy po raz pierwszy w życiu przepłynięte przez niego kajakiem. W 1989 roku pływał kajakiem przez 108 dni – prawie co trzeci dzień w kajaku i to na nowych trasach. Ten nieoficjalny rekord Polski jest aktualny do dziś.
- W 1991 roku jako pierwszy kajakarz po II wojnie światowej przepłynął od trójstyku granic Polski, Czechosłowacji i Niemiec Nysą Łużycką oraz Odrą trasę wzdłuż zachodniej granicy.
- Także w 1991 roku jako pierwszy kajakarz przepłynął wzdłuż polskiej morskiej granicy oraz jako trzecia polska jednostka pływająca po II wojnie Światowej przepłynął przez Cieśninę Pilawską koło Bałtyjska i dopłynął do Elbląga (a potem do Gdyni).
- Jako pierwszy kajakarz przepłynął całą Wisłę[17].
- W 1998 roku (21 lipca – 11 września) rzekami i kanałami przepłynął w ciągu 57 dni trasę 2719 kilometrów „Kajakiem przez Niemcy i dookoła Danii z Polic do Polic”. Trasa: Police – Szczecin – Odra – Havel Kanal – Kopnik – Łaba – Hamburg – wzdłuż wybrzeży Danii: Esbjerg – Skagen – Kopenhaga – wzdłuż wybrzeży wysp Zelandii, Olandii, Fionii – Gedser Ode – Zingst (koło Rugii i Lubnicy) – Kap Arkona (Rugia) – Sośnica – wyspa Uznam – Świnoujście – Police.
- Rok później (21 czerwca – 9 września 1999) podczas wyprawy „Kajakiem dookoła Bałtyku z Polic do Polic” samotnie opłynął Bałtyk. Zajęło mu to 80 dni, w czasie których pokonał 4227 kilometrów. Trasa: Police – Świnoujście – Nexø (Bornholm) – Sandvig – Simrishamn (Szwecja) – Karlskrona – Kalmar – Sztokholm – Wyspy Alandzkie – Turku (Finlandia) – Helsinki – Tallin (Estonia) – Parnawa – Ryga (Łotwa) – Windawa – Lipawa – Kłajpeda (Litwa) – Królewiec (Rosja) – Gdańsk – Hel – Ustka – Kołobrzeg – Świnoujście – Police.
- Od 26 czerwca do 6 października 2000 w ciągu 101 dni przebył samotnie trasę 5369 kilometrów z Polic do Narwiku podczas wyprawy „Kajakiem za Koło Podbiegunowe Północne z Polic do Narwiku”. Trasa: Police – Nowe Warpno – Karnin – Lassan – Wolgast – Gedser Ode – Kopenhaga – Malmö – Helsingborg – Göteborg – Oslo – Stavanger – Bergen – Trondheim – Bodø – Narwik[18].
- W roku 2004 wraz z Pawłem Napierałą wziął udział w „Pierwszej Polskiej Transatlantyckiej Wyprawie Kajakowej Kaylantic”[19] przez Atlantyk na trasie Tema (Ghana) – Brazylia. Planowany rejs na dystansie ok. 3000 Mm miał trwać ok. 80 dni. Po dwóch dobach prąd zniósł kajakarzy z powrotem do wybrzeży Ghany, fala przyboju zniszczyła prowiant i wyprawa została przerwana[20].
- W 2008 roku, 7–12 lipca – członkowie Szczecińskiej Grupy Kajakowej K2[16] – Aleksander Doba, Piotr Owczarski i Jerzy Switek – podjęli próbę przepłynięcia kajakami przez kanał La Manche, na trasie Cap Gris-Nez – Folkestone. Kajakarzy asekurować miał jacht Gaudeamus. Próbę uniemożliwił sztorm[20].
- W 2008 roku, sierpień – Aleksander Doba uczestniczył w wyprawie Klubu Podróżników Arsoba Travel „Ałtaj – pełne zaćmienie Słońca – Bajkał lato 2008”[21]. Zabrał ze sobą składany brezentowy 30-letni kajak produkcji NRD, którym chciał opłynąć Bajkał. Wypłynął, ale jesienna pogoda uniemożliwiła mu zakończenie rejsu. Zostawił kajak w Ułan Ude i wrócił do Polski[20].
- W 2009 roku, w ciągu 41 dni, samotnie opłynął jezioro Bajkał w „Wyprawie Dookoła Bajkału”[22]. Pokonał wtedy prawie 2 tysiące kilometrów (1954 km linii brzegowej). Po zamknięciu pętli Bajkału (na pozostawionym rok wcześniej składanym kajaku) płynął z biegiem Angary do Irkucka. Stamtąd koleją transsyberyjską wrócił do Polski[23].
- W 2010 roku Aleksander Doba postanowił po raz drugi, tym razem samotnie, przepłynąć Ocean Atlantycki podczas wyprawy „Transatlantic kayak expedition”. Rejs odbył się na jednostce zbudowanej w Szczecinie w stoczni Andrzeja Armińskiego zaprojektowanej specjalnie w tym celu pod jego kierownictwem przez Rafała Głodka, Michała Klimka i Radosława Zygmunta, napędzanej tylko kajakowym wiosłem, 26 października 2010 wyruszył z Dakaru (Senegal) w kierunku Fortalezy (Brazylia). Do miejscowości Acaraú w Brazylii dopłynął 2 lutego 2011 po 99 dniach rejsu i przepłynięciu 5394 km (2913 mil morskich) (dopłynięcie do planowanej Fortalezy uniemożliwił silny znoszący na zachód prąd oraz wiatr). Tym samym, jako pierwszy na świecie przepłynął kajakiem przez Atlantyk z kontynentu na kontynent (z Afryki do Ameryki Południowej) wyłącznie dzięki sile mięśni[7]. Wcześniej Atlantyk na kajaku przepłynęły 3 osoby: w 1928 roku Franz Romer (58 dni, z Wysp Kanaryjskich na Wyspy Dziewicze), w 1956 roku Hannes Lindemann (72 dni, z Wysp Kanaryjskich na Bahamy) – obaj płynęli na kajakach wspomaganych żaglem, w 2001 roku Peter Bray (76 dni z Nowej Fundlandii do Irlandii – czyli również z wyspy na wyspę).
- W dniach 5 października 2013 – 17 kwietnia 2014 przepłynął Atlantyk od portu w Lizbonie poprzez krótki postój na Bermudach, do portu Canaveral na Florydzie w Stanach Zjednoczonych. Trasa miała długość 4500 mil morskich[24]. Na Morzu Sargassowym przez ponad miesiąc utrzymywał się w obszarze Trójkąta Bermudzkiego[25].
- 3 września 2017 w Le Conquet we Francji zakończył po 110 dniach swoją trzecią podróż kajakiem przez Ocean Atlantycki, którą rozpoczął 16 maja w Nowym Jorku.

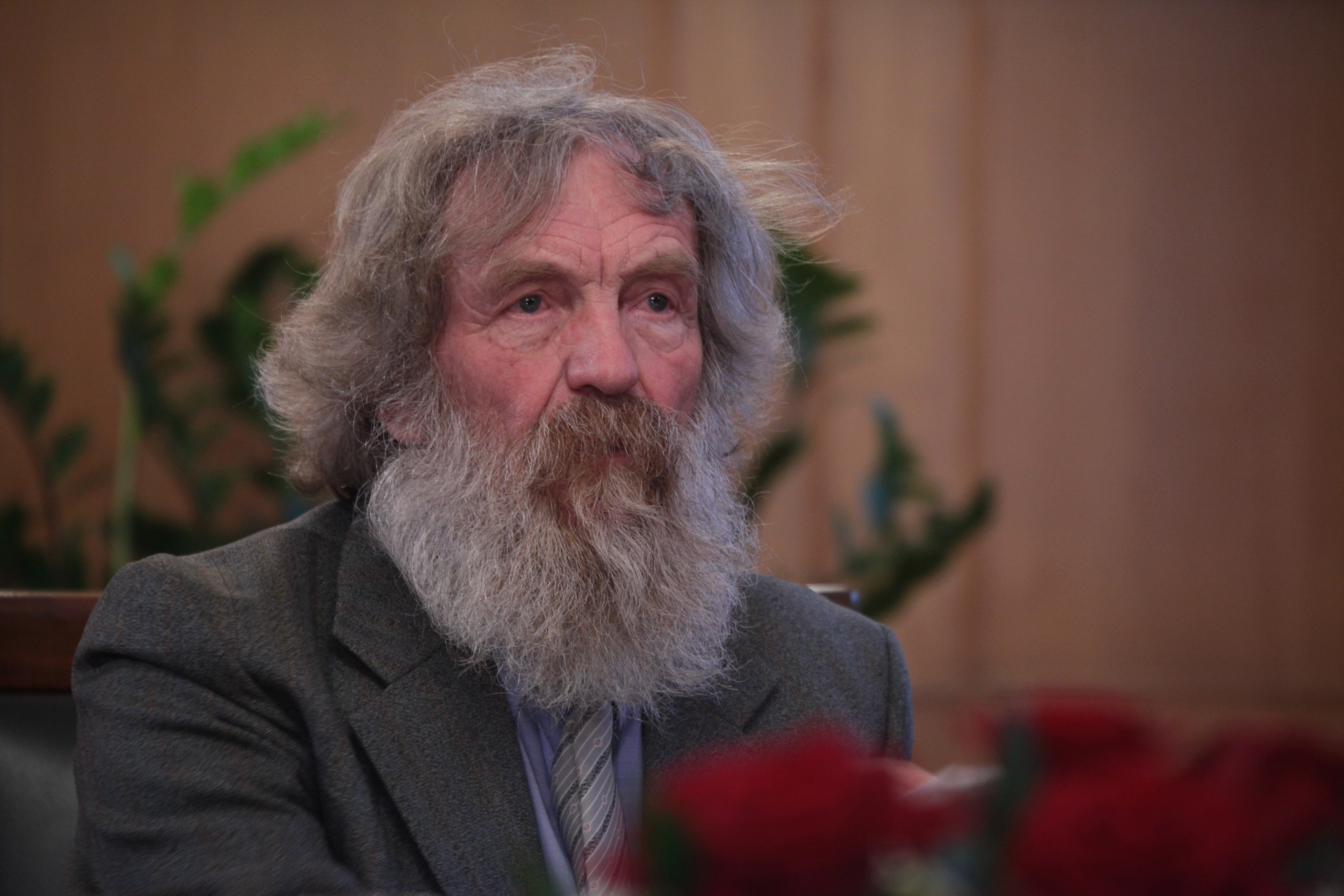
Doba podczas spotkania w Kancelarii Prezesa Rady Ministrów (2015)

## Filmografia[26]
- 2017: Happy Olo – pogodna ballada o Olku Dobie (jako on sam, podróżnik)
- 2017: Kuba Wojewódzki (talk-show) – (jako gość)
- 2019: Agent – Gwiazdy – (jako uczestnik)
- 2020: Lombard. Życie pod zastaw – (jako on sam, podróżnik) sezon 6, odc. 294

## Książki
- W 2012 roku napisał książkę Olo na Atlantyku wydaną przez Wydawnictwo Bezdroża, oraz wydany w wersji elektronicznej dodatek „Oceaniczny alfabet Aleksandra Doby”[27].
- W 2015 roku ukazała się książka Na oceanie nie ma ciszy autor Dominik Szczepański, wydana przez Agora Warszawa 2015. Biografia Aleksandra Doby.
- W 2018 roku ukazała się książka dla dzieci pt. Ocean to pikuś, w której Łukasz Wierzbicki opisał przygody Aleksandra Doby na Atlantyku.

## Działalność polityczna
W wyborach samorządowych w 2014 roku bezskutecznie kandydował do sejmiku województwa zachodniopomorskiego z listy komitetu Bezpartyjni Pomorze Zachodnie. W wyborach prezydenckich w 2015 roku został członkiem honorowego komitetu poparcia Bronisława Komorowskiego. W wyborach samorządowych w 2018 roku uzyskał mandat radnego sejmiku województwa zachodniopomorskiego zdobywając 9,2 tysiąca głosów, najwięcej spośród bezpartyjnych kandydatów, jednak 16 listopada tego samego roku zrezygnował z pełnienia tej funkcji.
W 2020 został członkiem lokalnego komitetu poparcia Rafała Trzaskowskiego w wyborach prezydenckich.

## Ordery i odznaczenia
- Złota Odznaka Honorowa Gryfa Zachodniopomorskiego – 19 czerwca 2012[33]
- Krzyż Kawalerski Orderu Odrodzenia Polski – 16 lutego 2015[34]
- Medal Stulecia Odzyskanej Niepodległości (2018)[35]
- Krzyż Oficerski Orderu Odrodzenia Polski – 8 marca 2021 (pośmiertnie)[36][37]

## Nagrody

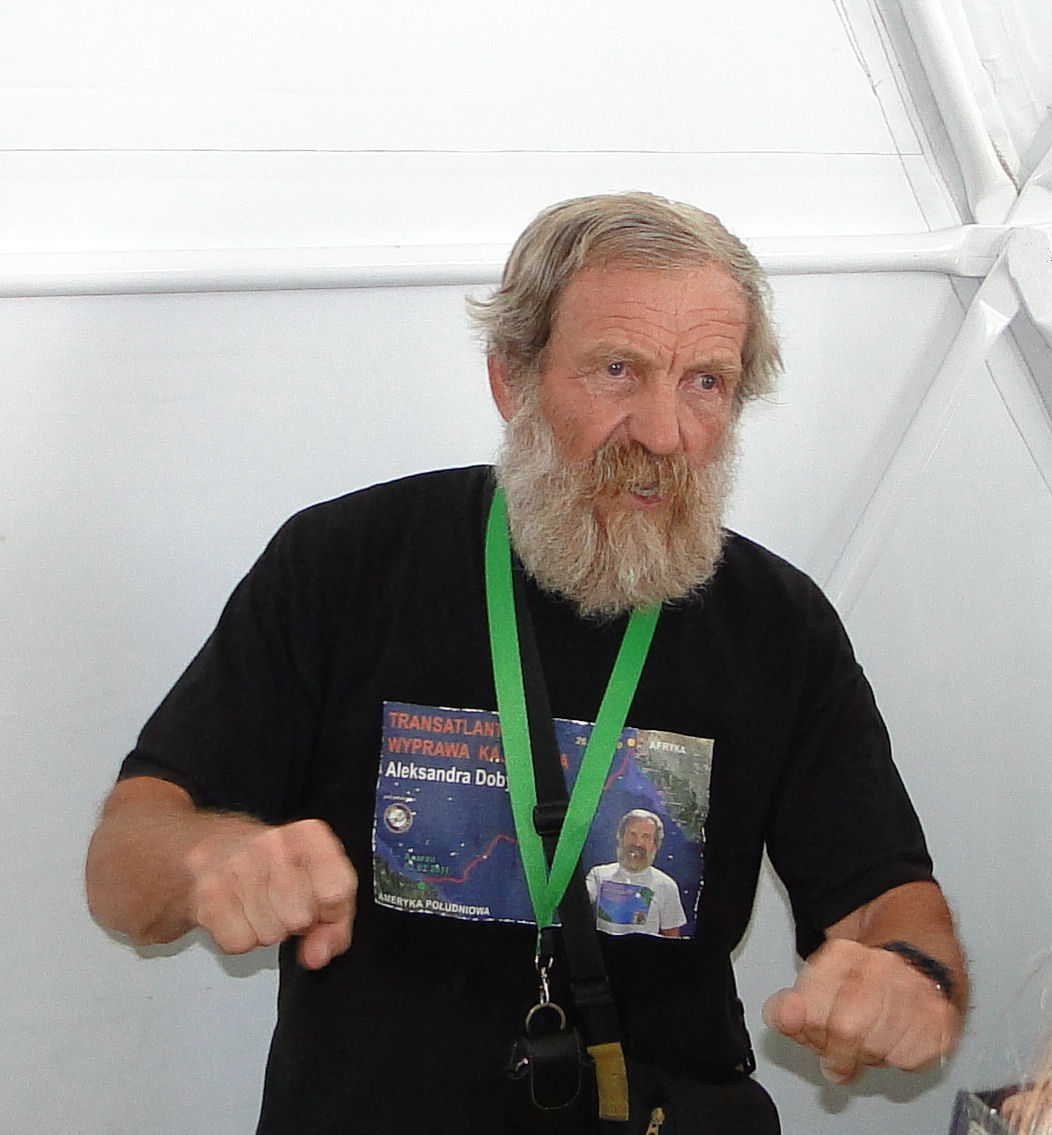
Aleksander Doba (2013)

- W 1999 roku – laureat „Conrady – Indywidualności Morskie” (przyznawanej przez Bałtyckie Bractwo Żeglarzy z Gdańska) za rejs kajakiem dookoła Bałtyku.
- W 2000 roku – „Nagroda Kolos 2000”: wyróżnienie w kategorii Wyczyn Roku za studniowy rejs (5400 km) „Kajakiem z Polic do Narwiku”[38].
- W 2000 roku – wyróżnienie w konkursie „Podróżnik Roku” (organizowanym przez miesięcznik Podróże) w kategorii „Europa”, za kajakową wyprawę do Narwiku[20].
- W 2009 roku – „Nagroda Kolos 2009”: wyróżnienie w kategorii Wyczyn Roku za samotne opłynięcie kajakiem jeziora Bajkał, czego dokonał jako pierwszy Polak[38].
- W 2010 roku, za swoją wyprawę kajakową dookoła jeziora Bajkał, został laureatem nagrody Złote Stopy 2010 przyznawanej przez internautów za największe osiągnięcia podróżnicze roku[39]. Zajął pierwsze miejsce w kategorii Woda[40], jak również w kategorii generalnej, wyprzedzając m.in. Martynę Wojciechowską, typowaną za zdobycie Korony Ziemi.
- W 2012 roku – Nagroda „Super Kolos 2011” za całokształt osiągnięć kajakarskich i konsekwentne dążenie do realizacji coraz bardziej ambitnych celów eksploracyjnych[41].
- W 2012 roku – Nagroda „Szczupak 2011” za spełnianie śmiałych marzeń, przyznanym w plebiscycie „Gazety Wyborczej” w Szczecinie[27].
- W 2012 roku – Dyplom Kapitana Żeglugi Wielkiej Honoris Causa nr 6, przyznany przez Szczeciński Klub Kapitanów Żeglugi Wielkiej za sukcesy w samotnej żegludze kajakowej w trudnych warunkach (m.in. za rejs wokół Danii, dookoła Bałtyku i za koło podbiegunowe północne oraz samotne przepłynięcie kajakiem Oceanu Atlantyckiego z Senegalu do Brazylii)[27].
- W 2012 roku – zaszczytny tytuł „Podróżnik im. Tony’ego Halika” na II Festiwalu Podróżniczym Bydgoszcz 2012[27].
- W 2015 roku – "Podróżnik roku 2015" (ang. 2015 Adventurer of the Year), wybrany przez czytelników amerykańskiej edycji National Geographic[42].
- W 2015 roku – nagroda „Kolosa” za rok 2014 w kategorii nagroda specjalna za samotne przepłynięcie kajakiem Atlantyku z Lizbony na Florydę[43].
- W 2018 roku trafił na marcową okładkę gazety The New York Times[44][45].

## Upamiętnienie

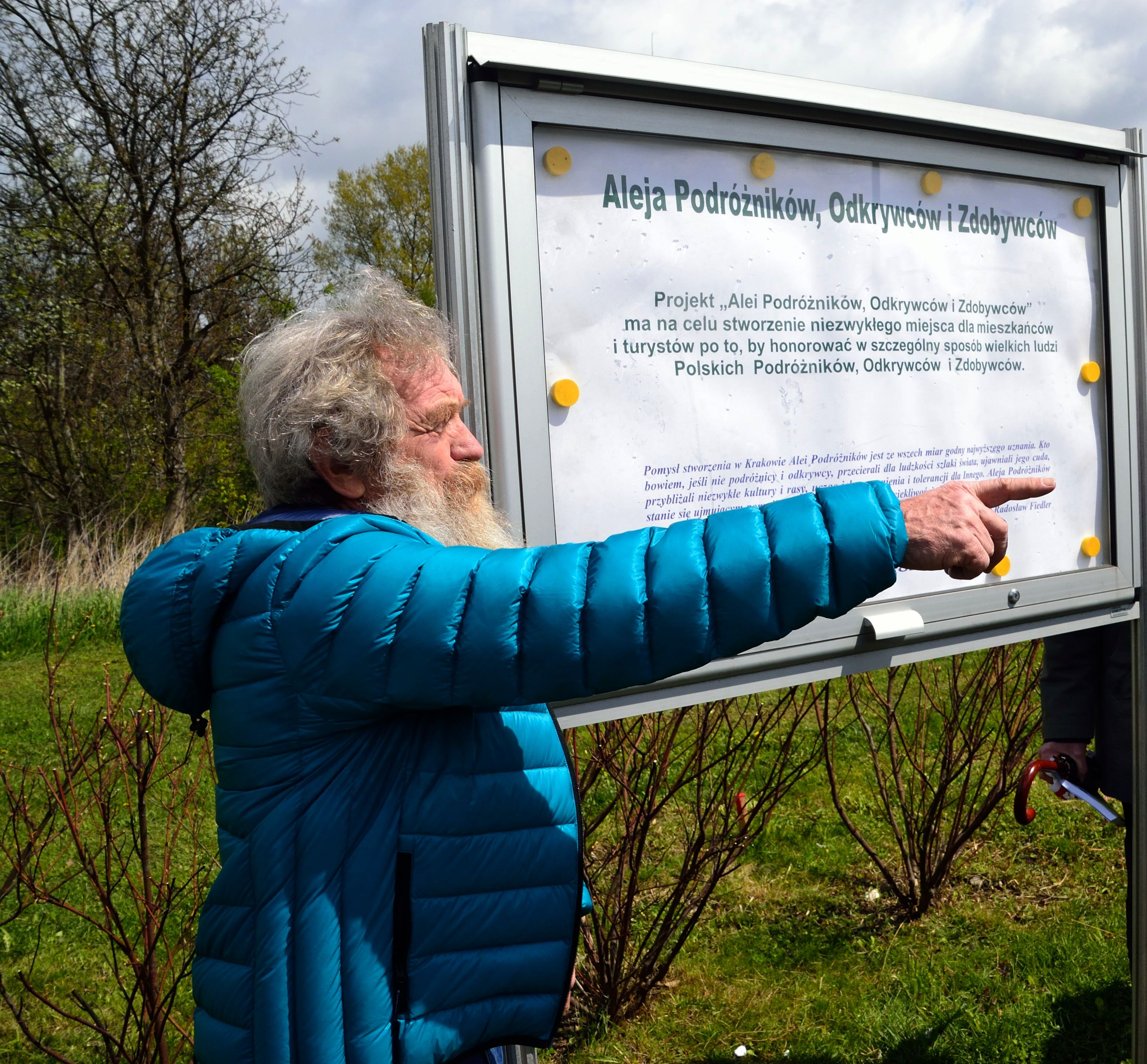
Aleksander Doba w Alei Podróżników w Krakowie (2017)

Aleksander Doba ma tablicę upamiętniającą na Kilimandżaro. Tablica została umieszczona na przełęczy Stella Point (5756 m n.p.m.), tuż pod szczytem; zamontowali ją podróżnicy pod przewodnictwem Karola Adamskiego i Jerzego Kostrzewy.
26 lutego 2021, w rezultacie obrad kapituły Nagród Żeglarskich, nagrodę specjalną, która przyznawana jest osobie, organizacji lub instytucji za działalność związaną z żeglarstwem, wodą lub marynistyką, niekwalifikującej się do żadnej z pozostałych nagród, nazwano imieniem Aleksandra Doby. Na Skwerze Wielkich Polaków w Parku Solidarności w Policach ma stanąć obelisk poświęcony Aleksandrowi Dobie – odsłonięcie zaplanowano na 9 września, w 75 urodziny podróżnika. Po zakończeniu projektu „Rozbudowa terenów rekreacyjnych nad Łarpią” ten światowej sławy podróżnik ma być upamiętniony także nad wodą.
Został patronem Zespołu Placówek Oświatowych i Szkoły Podstawowej w Iwięcinie, Morskiej Szkoły Podstawowej w Gdańsku oraz Szkoły Podstawowej nr 2 w Zalasewie.
9 września 2023 nad zalewem w Trzebieży w gminie Police w województwie zachodniopomorskim stanął pomnik Aleksandra Doby.